# Elizabeth Debicki
Elizabeth Debicki (Parigi, 24 agosto 1990) è un'attrice australiana.
Ha preso parte a numerosi film di successo, tra cui Il grande Gatsby (2013), Operazione U.N.C.L.E. (2015), Guardiani della Galassia Vol. 2 (2017), Widows - Eredità criminale (2018), Tenet (2020) e Guardiani della Galassia Vol. 3 (2023).
In campo televisivo ha ricevuto il plauso della critica per la sua interpretazione di Diana Spencer nella quinta e sesta stagione della serie televisiva The Crown (2022-2023), per la quale si è aggiudicata un Premio Emmy alla miglior attrice non protagonista in una serie drammatica, un Critics Choice Television Award, un Golden Globe per la miglior attrice non protagonista in una serie e uno Screen Actors Guild Award per la migliore attrice in una serie drammatica.
Ha, inoltre, recitato nella miniserie televisiva The Night Manager (2016), ricevendo una candidatura ai Critics' Choice Awards.

## Biografia
Nata a Parigi, da genitori ballerini (madre australiana e padre polacco), Elizabeth giunge in Australia all'età di cinque anni, crescendo a Melbourne con la sorella e il fratello più piccoli. Sin da giovanissima si interessa al ballo, per poi passare al teatro. Dopo il diploma in recitazione ottenuto al Victorian College of the Arts dell'Università di Melbourne, Debicki si dedica a tempo pieno al teatro. 
Il primo ruolo sul grande schermo è nel 2011 con il film australiano Tre uomini e una pecora. Nel maggio dello stesso anno il regista Baz Luhrmann annuncia di averla scelta per il film Il grande Gatsby, in cui avrebbe vestito i panni di Jordan Baker. Grazie a quest'ultimo film vince il AACTA Award per la Miglior attrice non protagonista. Da giugno a luglio del 2013 interpreta Madame nello spettacolo teatrale Le serve di Jean Genet, assieme a Cate Blanchett e Isabelle Huppert, presso la Sydney Theatre Company. Nel 2014, lo spettacolo si sposta a Broadway al New York City Center. Lo stesso anno prende parte come guest star nella terza stagione della serie australiana Rake.
Nel 2015 interpreta il ruolo della cattiva nel film Operazione U.N.C.L.E., diretto da Guy Ritchie. Prende inoltre parte al film Macbeth adattamento diretto da Justin Kruzel e compare nel film di avventura Everest, diretto da Baltasar Kormákur. Nel 2016 interpreta la dottoressa Anna Marcy nella serie televisiva australiana The Kettering Incident e Jed nella miniserie TV The Night Manager. Nello stesso anno prende parte al Marvel Cinematic Universe, interpretando la villain Ayesha nel film Guardiani della Galassia Vol. 2 e nel suo sequel Guardiani della Galassia Vol. 3 (2023). 
Nel 2018 ottiene il plauso dalla critica grazie alla sua performance al fianco di Viola Davis nel film Widows - Eredità criminale, diretta da Steve McQueen. Nel 2020 Christopher Nolan la sceglie per interpretare Kat nel film di spionaggio Tenet. Dal 2022 interpreta Lady Diana nelle ultime due stagioni della serie Netflix The Crown, per cui ottiene due candidature e una vittoria al Premio Emmy.

## Filmografia

### Attrice

#### Cinema
- Tre uomini e una pecora (A Few Best Men), regia di Stephan Elliott (2011)
- Il grande Gatsby (The Great Gatsby), regia di Baz Luhrmann (2013)
- Operazione U.N.C.L.E. (The Man from U.N.C.L.E.), regia di Guy Ritchie (2015)
- Everest, regia di Baltasar Kormákur (2015)
- Macbeth, regia di Justin Kurzel (2015)
- Guardiani della Galassia Vol. 2 (Guardians of the Galaxy Vol. 2), regia di James Gunn (2017)
- Breath, regia di Simon Baker (2017)
- The Cloverfield Paradox, regia di Julius Onah (2018)
- The Tale, regia di Jennifer Fox (2018)
- Widows - Eredità criminale (Widows), regia di Steve McQueen (2018)
- Vita & Virginia, regia di Chanya Button (2018)
- La tela dell'inganno (The Burnt Orange Heresy), regia di Giuseppe Capotondi (2019)
- Tenet, regia di Christopher Nolan (2020)
- Guardiani della Galassia Vol. 3 (Guardians of the Galaxy Vol. 3), regia di James Gunn (2023)
- MaXXXine, regia di Ti West (2024)

#### Televisione
- Rake – serie TV, episodio 3x03 (2014)
- The Kettering Incident – serie TV, 8 episodi (2015)
- The Night Manager – miniserie TV, 6 episodi (2016)
- The Crown – serie TV, 17 episodi (2022-2023)

### Doppiatrice
- Valerian e la città dei mille pianeti (Valerian and the City of a Thousand Planets), regia di Luc Besson (2017)
- Peter Rabbit, regia di Will Gluck (2018)
- Peter Rabbit 2 - Un birbante in fuga (Peter Rabbit 2: The Runaway), regia di Will Gluck (2021)

## Teatro
- The Gift di Joanna Murray-Smith, regia di Maira Aitken. Melbourne Theatre Company di Melbourne (2010)
- Le serve di Jean Genet, regia di Benedict Andrews. Sydney Theatre Company di Sydney (2013), New York City Center di New York (2014)
- The Red Bard di David Hare, regia di Robert Icke. National Theatre di Londra (2016)

## Riconoscimenti
- Golden Globe
  - 2023 – Candidatura alla migliore attrice non protagonista in una serie, miniserie o film televisivo per The Crown
  - 2024 – Migliore attrice non protagonista in una serie, miniserie o film televisivo per The Crown

- Premio Emmy
  - 2023 – Candidatura alla miglior attrice non protagonista in una serie per The Crown
  - 2024 – Miglior attrice non protagonista in una serie drammatica per The Crown

- Screen Actors Guild Award
  - 2023 – Candidatura alla miglior attrice in una serie drammatica per The Crown
  - 2023 – Candidatura al miglior cast in una serie drammatica per The Crown
  - 2024 – Miglior attrice in una serie drammatica per The Crown
  - 2024 – Candidatura al miglior cast in una serie drammatica per The Crown

- Australian Film Critics Association Awards
  - 2014 – Candidatura alla miglior attrice non protagonista per Il grande Gatsby

- Australian Film Institute Awards
  - 2014 – Miglior attrice non protagonista per Il grande Gatsby

- Critics' Choice Television Award
  - 2016 – Candidatura alla miglior attrice non protagonista in un film o miniserie tv per The Night Manager
  - 2024 - Miglior attrice non protagonista in una serie drammatica per The Crown

- Empire Awards
  - 2014 – Candidatura al miglior debutto femminile per Il grande Gatsby

- Festival di Cannes
  - 2018 – Trofeo Chopard per la Rivelazione femminile

- Film Critics Circle of Australia
  - 2014 – Candidatura alla miglior attrice non protagonista per Il grande Gatsby

## Doppiatrici italiane
Nelle versioni in italiano delle opere in cui ha recitato, Elizabeth Debicki è stata doppiata da:
- Francesca Manicone in Operazione U.N.C.L.E., The Night Manager, MaXXXine
- Eleonora De Angelis in Everest, Widows - Eredità criminale
- Federica De Bortoli in Macbeth, La tela dell'inganno
- Ilaria Egitto in Guardiani della Galassia Vol. 2, Guardiani della Galassia Vol. 3
- Domitilla D'Amico ne Il grande Gatsby
- Barbara De Bortoli in The Cloverfield Paradox
- Gianna Gesualdo in Vita & Virginia
- Eva Padoan in Tenet
- Ludovica De Caro in The Crown[9]

Da doppiatrice è sostituita da:
- Domitilla D'Amico in Peter Rabbit, Peter Rabbit 2 - Un birbante in fuga
- Laura Romano in Valerian e la città dei mille pianeti